# Michał Romanow (1832–1909)
Michał Mikołajewicz Romanow (ur. 13 października 1832, zm. 18 grudnia 1909) – wielki książę Rosji, generał-marszałek polny, przewodniczący Rady Państwa (1881-1905).
Był czwartym synem, a siódmym dzieckiem cara Mikołaja I oraz jego żony Charlotty Pruskiej. Jego starszymi braćmi byli: car Aleksander II i wielki książę Konstanty Mikołajewicz.
W latach 1862–1881 pełnił funkcję generała-gubernatora Kaukazu. Urzędował w Tbilisi.
Był szefem 13 Włodzimierskiego Pułku Ułanów (1849-1909) oraz 3 Pułku Dragonów (1864-1909).

## Małżeństwo i potomstwo
16 sierpnia 1857 poślubił księżniczkę Cecylię Augustę Badeńską, która przyjęła imię Olga Fiodorowna. Para miała siedmioro dzieci:
- wielkiego księcia Mikołaja Michajłowicza (1859-1919)
- wielką księżną Anastazję Michajłowną (1860-1922)
- wielkiego księcia Michała Michajłowicza (1861-1929)
- wielkiego księcia Jerzego Michajłowicza (1863–1919)
- wielkiego księcia Aleksandra Michajłowicza (1866-1933)
- wielkiego księcia Siergiusza Michajłowicza (1869-1918)
- wielkiego księcia Aleksego Michajłowicza (1875-1895)

Jego wnuczką była Anastazja Michajłowna de Torby.

## Odznaczenia
- Order Świętego Andrzeja Apostoła Pierwszego Powołania (1832)
- Order Świętego Aleksandra Newskiego (1832)
- Order Świętego Jerzego I klasy (1877)
- Order Świętego Jerzego II klasy (1864)
- Order Świętego Jerzego IV klasy (1854)
- Order Świętego Włodzimierza I klasy (1863)
- Order Orła Białego (1865)
- Order Świętego Stanisława I klasy (1865)
- Złota Szabla Dragonów z napisem „Za Dzielność” (1863)
- Złoty Medal „Za Pracę na Rzecz Wyzwolenia Chłopów” (1861)
- Medal 40 Lat Nienagannej Służby (1888)
- Srebrny Medal za Obronę Sewastopola w Latach 1854-55
- Brązowy Medal Pamiątkowy wojny Krymskiej w Latach 1853-56
- Srebrny Medal za Podbój Czeczenii i Dagestanu w Latach 1857-59
- Medal za Podbicie Zachodniego Kaukazu
- Medal Pamiątkowy wojny w Latach 1877-78
- Srebrny Medal „1 marca 1881"
- Medal na Pamiątkę Koronacji Aleksandra III
- Medal „W pamięci 50-lecia obrony Sewastopola” (1904)
- Krzyż Za służbę na Kaukazie
- Order Orła Czarnego (Prusy) (1838)
- Order Orła Czerwonego (Prusy) (1838)
- Order Korony (Wirtembergia) (1847)
- Order Świętego Stefana I klasy (Austria) (1851)
- Order Lwa Niderlandzkiego (Holandia) (1849)
- Order Świętego Huberta (Bawaria) (1852)
- Order Annuncjaty (Sardynia) nadany w 1857 r. przez Wiktora Emanuela II króla Sardynii[1]
- Order Sokoła Białego (Weimar) (1852)
- Order Domowy Nassauski Lwa Złotego (Nassau) (1860)
- Order Świętego Ferdynanda i Zasługi (Neapol) (1852)
- Order Królewski Serafinów (Szwecja) (1892)
- Pour le Mérite (Prusy)
- Order Gwiazdy Rumunii I klasy
- Order Hohenzollernów I klasy (Prusy)
- Medal za Wojenne Zasługi (Rumunia)
- Order Domowy i Zasługi Księcia Piotra Fryderyka Ludwika[potrzebny przypis]

I inne.